# Kim Hye-ri (futbolista)
Kim Hye-ri (en coreano: 김혜리; Seúl, 25 de junio de 1990) es una futbolista surcoreana. Juega como defensora en el Hyundai Steel Red Angels de la WK League de Corea del Sur. Es internacional con la selección de Corea del Sur.

## Trayectoria
De 2011 a 2013, Kim jugó para el Seoul WFC de la WK League, tras lo cual se unió al Hyundai Steel Red Angels en 2014, donde ganó 8 títulos nacionales consecutivos al 2021.

## Selección nacional
Entre 2008 y 2010, Kim formó parte de la selección sub-20 de Corea del Sur. Desde 2014 juega para la selección mayor de Corea del Sur como defensa. También participó en la Copa Mundial Femenina de 2015.

## Clubes
| Club                     | País          | Año             |
| ------------------------ | ------------- | --------------- |
| Seoul WFC                | Corea del Sur | 2011 - 2013     |
| Hyundai Steel Red Angels | Corea del Sur | 2014 - presente |

## Palmarés

### Títulos nacionales
| Título    | Club                     | País          | Año  |
| --------- | ------------------------ | ------------- | ---- |
| WK League | Hyundai Steel Red Angels | Corea del Sur | 2014 |
| WK League | Hyundai Steel Red Angels | Corea del Sur | 2015 |
| WK League | Hyundai Steel Red Angels | Corea del Sur | 2016 |
| WK League | Hyundai Steel Red Angels | Corea del Sur | 2017 |
| WK League | Hyundai Steel Red Angels | Corea del Sur | 2018 |
| WK League | Hyundai Steel Red Angels | Corea del Sur | 2019 |
| WK League | Hyundai Steel Red Angels | Corea del Sur | 2020 |
| WK League | Hyundai Steel Red Angels | Corea del Sur | 2021 |